# Innocence du devenir
L'innocence du devenir est un concept philosophique introduit par le philosophe allemand Friedrich Nietzsche qui exprime la conséquence du déjugement moral méthodique et immoraliste de l'être humain. Aussi bien, selon une perspective chrétienne, l'Homme n'a aucune raison de ressentir de culpabilité (cf. Généalogie de la morale). C'est également une référence à Héraclite pour qui le temps est innocent comme un enfant qui joue.
Selon Nietzsche, la véritable sérénité ne peut être atteinte que par le sage qui allie l'amor fati à l'adhésion aux principes de l'éternel retour. Ce thème se retrouve également chez Montaigne, qui affirme que "philosopher, c'est apprendre à mourir", chez Spinoza qui soutient que "le sage meurt moins que le fou" ou encore chez Kant, lorsqu'il s'interroge sur "ce qu'il nous est permis d'espérer". Ces réflexions renvoient aux principes fondamentaux des doctrines du salut développées dans l'Antiquité.